# Jaiama Bongor
Jaiama Bongor es un municipio (chiefdom) del distrito de Bo en la provincia del Sur, Sierra Leona, con una población con una población censada en diciembre de 2015 de 31 298 habitantes.
Se encuentra ubicado en el centro-sur del país, al noreste de la costa del océano Atlántico y cerca de la orilla del río Sewa.